# Johan Fredrik Höckert
Johan Fredrik Höckert (Jönköping, 26 août 1826-Göteborg, 16 septembre 1866) est un peintre suédois.

## Biographie
Johan Fredrik Höckert étudie à l'Académie royale des arts de Suède (1844-1845) où il est élève de Johan Christoffer Boklund. En 1846, il s'installe à Munich où il reste trois ans. Il voyage ensuite en Laponie puis de 1851 à 1857 à Paris où il participe au Salon, en Belgique, aux Pays-Bas, en Angleterre, en Espagne, en Tunisie et en Italie.
En 1855, il obtient la médaille d'or de Exposition universelle pour sa toile Gudstjänst i Lövmocks fjällkapell dont l’État français se porte acquéreur.
Vice-professeur à l'Académie royale des arts de Suède (1857), il y devient professeur titulaire en 1864, poste qu'il occupera jusqu’à sa mort.
Son tableau Slottsbranden 1697 est présenté à l'Exposition de Stockholm en 1866 (Stockholmsutställningen 1866 (sv)) et est acheté en 1883 par le Nationalmuseum.

## Œuvres
- Drottning Kristina bortskickar rådet (1840)
- Två banditer som dela rovet (1840)
- Drottning Kristina och Monaldeschi (1851), Musée des beaux-arts de Göteborg
- Gudstjänst i Lövmokks fjällkapell (1854), Musée des beaux-arts de Lille
- Det inre av en fiskarstuga i Lappland (1857), Nationalmuseum
- Brudfärd på Hornavan (1858), Nationalmuseum
- Gustav Vasa och Tomt Margit (1859), Utmelandsmonumentet (sv)
- Rättvikskulla vid spisen (1860), Musée des beaux-arts de Göteborg
- Slottsbranden i Stockholm den 7 maj 1697 (1866), Nationalmuseum

## Galerie

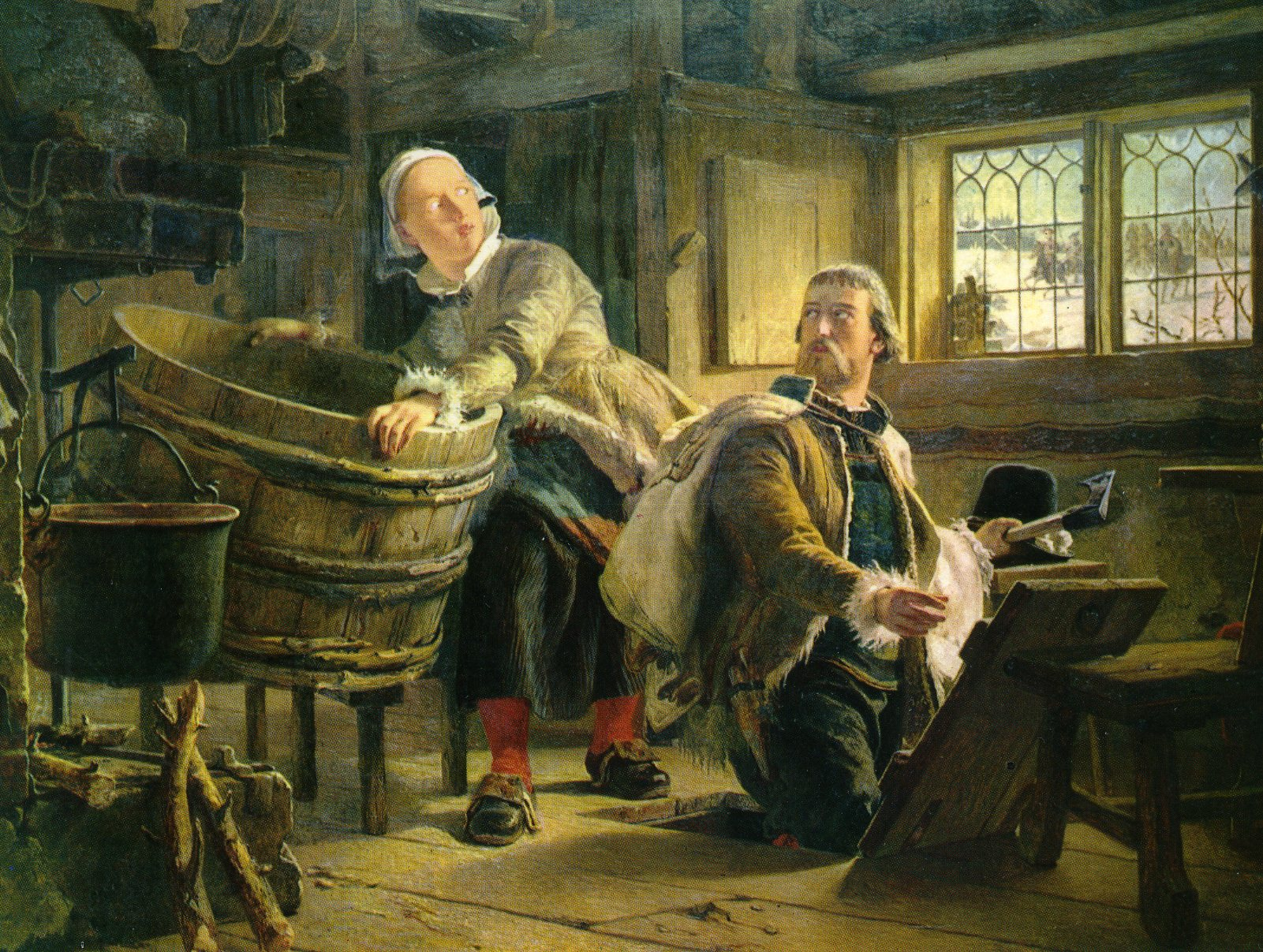
Gustav Vasa och Tomt Margit (1860)
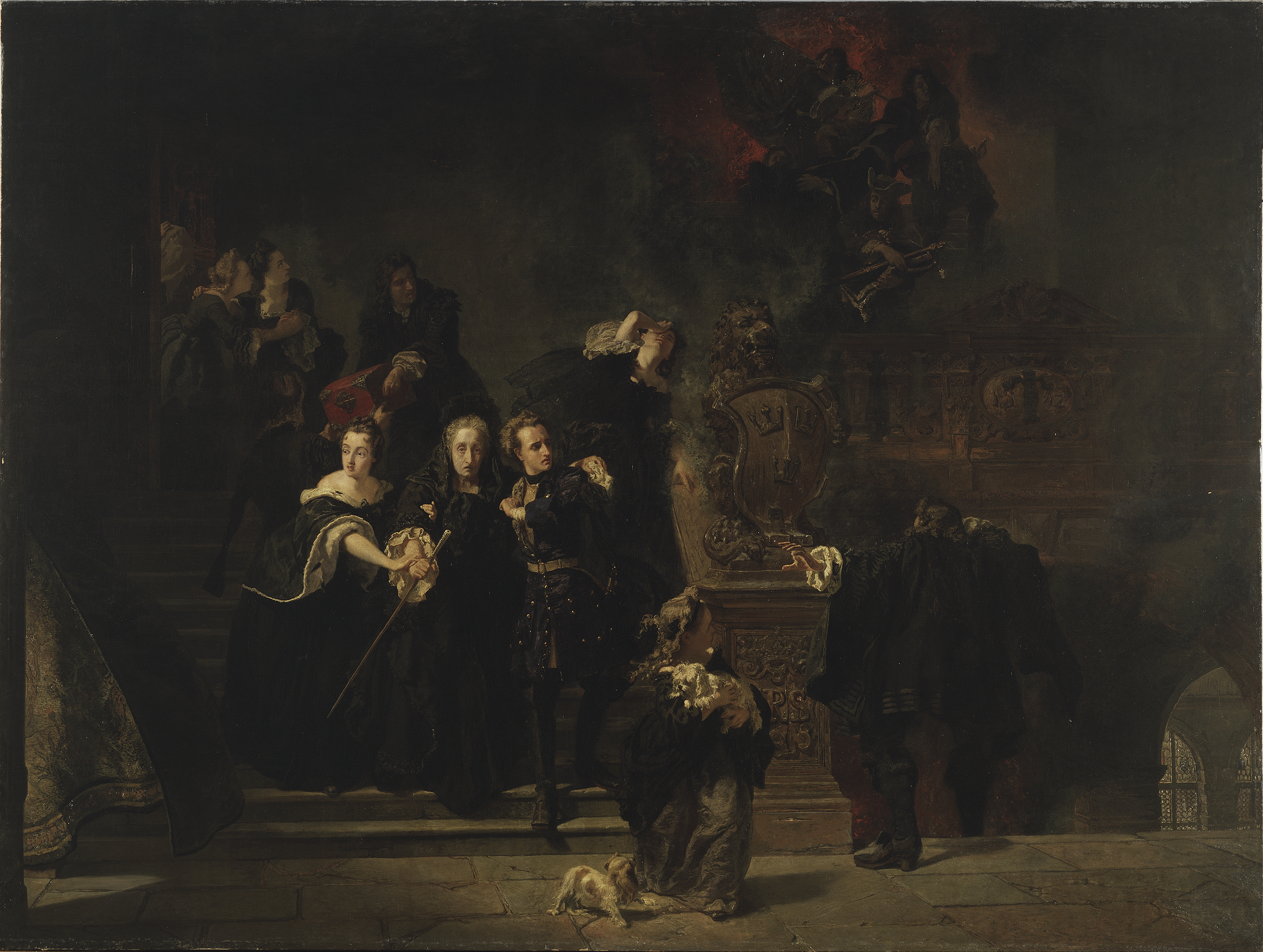
Slottsbranden i Stockholm den 7 maj 1697 (1866)
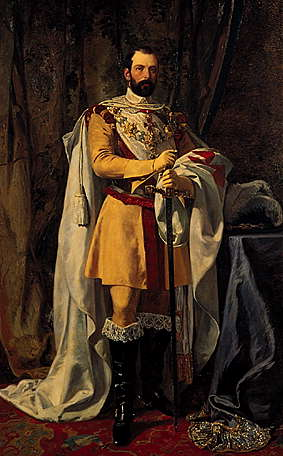
Carl XV de Suède (vers 1865)
Rättvikskulla vid spisen (1860)